# カリウムの化合物の一覧
カリウムの化合物の一覧は、カリウムの化合物の一覧。

## 二元化合物
- ヒ化カリウム (K3As)
- 臭化カリウム (KBr)
- 炭化カリウム (K2C2)
- 塩化カリウム (KCl)
- フッ化カリウム (KF)
- 水素化カリウム (KH)
- ヨウ化カリウム (KI)
- 三ヨウ化カリウム (KI3)
- アジ化カリウム (KN3)
- 窒化カリウム (K3N)
- 超酸化カリウム (KO2)
- オゾン化カリウム (KO3)
- 酸化カリウム (K2O)
- 過酸化カリウム (K2O2)
- リン化カリウム (K3P)
- 硫化カリウム (K2S)
- セレン化カリウム (K2Se)
- テルル化カリウム (K2Te)

## 三元化合物
- テトラフルオロアルミン酸カリウム（英語版） (KAlF4)
- テトラフルオロホウ酸カリウム (KBF4)
- テトラヒドロホウ酸カリウム (KBH4)
- カリウムメタニド (KCH3)
- シアン化カリウム (KCN)
- ギ酸カリウム (KHCOO)
- フッ化水素カリウム (KHF2)
- テトラヨード水銀(II)酸カリウム (K2[HgI4])
- 硫化水素カリウム (KHS)
- オクタクロロ二モリブデン(II)酸カリウム (K4[Mo2Cl8])
- カリウムアミド (KNH2)
- 水酸化カリウム (KOH)
- ヘキサフルオロリン酸カリウム (KPF6)
- 炭酸カリウム (K2CO3)
- テトラクロリド白金(II)酸カリウム (K2[PtCl4])
- ヘキサクロリド白金(IV)酸カリウム (K2[PtCl6])
- ノナヒドリドレニウム(VII)酸カリウム (K2[ReH9])
- 硫酸カリウム (K2SO4)

## 四元・五元化合物
- 酢酸カリウム (CH3COOK)
- シアン化金(I)カリウム (K[Au(CN)2])
- ヘキサニトロコバルト(III)酸カリウム (K3[Co(NO2)6])
- ヘキサシアニド鉄(III)酸カリウム (K3[Fe(CN)6])
- ヘキサシアニド鉄(II)酸カリウム (K4[Fe(CN)6])
- カリウムメトキシド (KOCH3)
- カリウムエトキシド (KOCH2CH3)
- カリウム tert-ブトキシド (KOC(CH3)3)
- シアン酸カリウム (KOCN)
- 雷酸カリウム (KONC)
- チオシアン酸カリウム (KSCN)

## オキソ酸塩

### 正塩
- 硫酸カリウムアルミニウム (AlK(SO4)2)
- アルミン酸カリウム (KAlO2)
- ヒ酸カリウム (K3AsO4)
- 臭素酸カリウム (KBrO3)
- 次亜塩素酸カリウム（英語版） (KClO)
- 亜塩素酸カリウム (KClO2)
- 塩素酸カリウム (KClO3)
- 過塩素酸カリウム (KClO4)
- 炭酸カリウム (K2CO3)
- クロム酸カリウム (K2CrO4)
- 二クロム酸カリウム (K2Cr2O7)
- テトラキス(ペルオキソ)クロム(V)酸カリウム (K3Cr(O2)4)
- 銅(III)酸カリウム (KCuO2)
- 鉄酸カリウム（英語版） (K2FeO4)
- ヨウ素酸カリウム (KIO3)
- 過ヨウ素酸カリウム（英語版） (KIO4)
- 過マンガン酸カリウム (KMnO4)
- マンガン酸カリウム (K2MnO4)
- 次亜マンガン酸カリウム（英語版） (K3MnO4)
- モリブデン酸カリウム (K2MoO4)
- 亜硝酸カリウム (KNO2)
- 硝酸カリウム (KNO3)
- リン酸三カリウム (K3PO4)
- 過レニウム酸カリウム (KReO4)
- セレン酸カリウム (K2SeO4)
- ケイ酸カリウム (K2SiO3)
- 亜硫酸カリウム (K2SO3)
- 硫酸カリウム (K2SO4)
- チオ硫酸カリウム (K2S2O3)
- 二亜硫酸カリウム (K2S2O5)
- ジチオン酸カリウム (K2S2O6)
- 二硫酸カリウム (K2S2O7)
- ペルオキソ二硫酸カリウム (K2S2O8)

### 水素塩
- ヒ酸二水素カリウム (KH2AsO4)
- ヒ酸水素二カリウム (K2HAsO4)
- 炭酸水素カリウム (KHCO3)
- リン酸二水素カリウム (KH2PO4)
- リン酸水素二カリウム (K2HPO4)
- セレン酸水素カリウム (KHSeO4)
- 亜硫酸水素カリウム (KHSO3)
- 硫酸水素カリウム (KHSO4)
- ペルオキソ硫酸水素カリウム (KHSO5)